# بیداری مدیسون
بیداری مدیسون (انگلیسی: Waking Madison) فیلمی در ژانر مستقل به کارگردانی کاترین بروکس است.

## بازیگران
- سارا رومر
- الیزابت شو
- تارین منینگ
- فرانسیس کونروی
- ویل پاتون
- ارین کلی